# Fire salmer efter norske folketoner
Fire salmer efter norske folketoner (Noors voor 'Vier psalmen op basis van Noorse volkswijsjes') is een compositie van Edvard Grieg. Grieg was al geheel en al versleten toen hij begon aan wat zijn laatste officiële compositie zou worden. Hij startte met dit werk in de zomer van 1906 en had tegen september drie liederen klaar, aldus een brief aan vriend Julius Röntgen. In zijn dagboek schreef hij vervolgens dat hij door zijn zwakke gezondheid even niet verder kon. Pas in november 1906 schreef hij diezelfde Röntgen, dat ook het vierde lied klaar was. De eerste drie liederen kwamen tot stand in zijn componeerhut bij Troldhaugen, lied vier in een hotel in Oslo. De melodieën haalde hij (zoals bijna gebruikelijk destijds) uit een liedboek van Ludvig Mathias Lindeman. De teksten zijn niet uit de Bijbel, maar van geestelijken uit de 16e,  17e en 18e eeuw. Grieg was Universalist.  
De vier liederen zijn in een mengeling van Noors en Deens:
1. Hvad est du dog skjon (Wat ben je mooi) van Hans Adolf Brorson (gereed december 1906, Oslo)
2. Guds son har gjort mig fri (Gods zoon heeft me vrij gemaakt) van Hans Adolf Brorson (gereed 9 september 1906)
3. Jesus Kristus er opfaren (Jezus Christus is ten hemel gevaren) van Hans Thomissøn (gereed 10 september 1906)
4. I himmelen (In de hemel) van Laurentius Laurinus (gereed 14 september 1906)

Stemverdeling:
- bariton solo
- sopranen, alten, tenoren, bassen

C.F.Peters Verlag bracht het werk uit in 1907, maar kon niet voorkomen dat dat al postuum moest gebeuren.